# Lerista onsloviana
Espèce
Statut de conservation UICN

 LC  : Préoccupation mineure
Lerista onsloviana est une espèce de sauriens de la famille des Scincidae.

## Répartition
Cette espèce est endémique d'Australie-Occidentale en Australie.

## Publication originale
- Storr, 1984 : Revision of the Lerista nichollsi complex (Lacertilia: Scincidae). Records of the Western Australian Museum, vol. 11, no 2, p. 109-118 (texte intégral).